# Вышгородок (Псковская область)
Вышгородок (ранее также Вышегородок; в 1920—1945 годах — Аугшпилс, латыш. Augšpils) — село в Гавровской волости Пыталовского района Псковской области России.

## Население
| 2001 | 2002 | 2010 |
| ---- | ---- | ---- |
| 534  | ↘495 | ↘478 |

Численность населения к началу 2001 года составляла 534 человека.

## История
Впервые село упоминается как место, где стоит Борисо-Глебовский храм, в «историко-статистическом сборнике сведений о псковской епархии» В. Смиречанского под 1427 годом.
В 1471 году Ливонский орден предъявлял претензии Псковской республике на земли западнее Красного Городка, однако мирный договор 1474 года сроком на 20 лет закрепил существовавшие на тот момент границы Пскова и Ливонии. Тем не менее, население Кокшинской волости обратилось к псковскому вечу с просьбой о строительстве оборонительного укрепления на границе с Орденом:
«6984(1476 год). Тоя же зимы приехавши слобожане ис Кокшинской волости, оучали бити челом князю Ярославу и всему Пскову, что бы их жаловали и освободили, у речки Уладе поставити город»
В июле 1476 года здесь был заложен псковский пригород под именем Городец (Вышегородок). В закладке участвовали два псковских посадника Алексей Васильевич и Моисей Федорович с боярами и мастерами. В начале 1478 года сооружение деревянной крепости было закончено. В 1479 году рыцари Ливонского ордена напали на крепость, а вновь напав, в 1480 году полностью разрушили крепость и церковь Бориса и Глеба, и перебили всё население пригорода.
В 1510 году в летописях Вышгородок уже упоминался как городище. С присоединением Пскова к Москве, в 1511 году при Василии III сюда была переселена часть псковичей. Однако в XVI веке Вышгородок продолжал играть роль сторожевого опорного пункта и центра Вышгородецкого уезда, а затем волости.
С 1708 года Вышгородок входит в Ингерманландскую губернию. С 1719 до 1920 гг. Вышгородок числится центром Вышгородецкой волости Островского уезда Псковской губернии
В 1917 году во Псковской губернии и соседней Латгалии постепенно устанавливается Советская власть, крестьяне занимают помещичью землю. В феврале 1918 года, после срыва Л.Троцким мирных переговоров в Брест-Литовске, германские войска выдвинулись широким фронтом на восток, в том числе на Псков для дальнейшего продвижения на Петроград. В Вышгородецкой волости началась партизанская война с оккупантами. Осенью 1918 года они были удалены наступающими частями Красной Армии, но уже в мае 1919 г. начинается наступление Северо-Западной армии при поддержке латышских и эстонских частей. Согласно Рижскому мирному договору 1920 года граница РСФСР и Латвии устанавливается по линии фронта на полдень 1 февраля 1920 г., в результате чего Вышгородецкая волость оказывается отторгнутой от Псковской губернии РСФСР.
C 1920 до 1924 гг. входил в состав Латвии как центр Вышгородской волости Лудзенского уезда. В 1925 году был переименован в Аугшпилс  (латыш. Augšpils). В 1925 — 1944 годах был центром Аугшпилсской волости Яунлатгальского (Абренского) уезда Латвии.
В январе 1945 года село вместе с районом было возвращено в состав РСФСР в рамках тогда же созданного 16 января 1945 года Пыталовского района Псковской области (фактически его управление было передано властям Псковской области, образованной 23 августа 1944 года, в тот же период ввиду отсутствия иных органов власти на освобождаемых землях во время Великой Отечественной войны).
В 2015 г. Вышгородская волость упразднена путём включения в Гавровскую волость Островского района

## Известные люди
- Титов, Павел Иванович (1907 — 1990) — советский партийный и государственный деятель, 1-й секретарь Крымского обкома ВКП(б). Являясь  руководителем Крымского обкома партии, Титов возразил Никите Хрущёву, поставив под сомнение целесообразность передачи Крыма из состава РСФСР в состав УССР, за что был уволен с должности[17].
- В деревне Харино Вышгородецкой волости родился и вырос Герой Советского Союза Николай Иванович Юнкеров.